# 埃爾卡門區 (丘爾坎帕省)
埃爾卡門區（西班牙語：Distrito de El Carmen），是秘魯的一個區，位於該國中南部萬卡韋利卡大區的丘爾坎帕省，始建於1955年6月10日，面積73.12平方公里，海拔高度3,114米，2005年人口3,195，人口密度每平方公里44人。